# Георги Митрев
 Тази статия е за революционера .  За историка вижте Георги Митрев (историк).  
Георги Митрев Боцев (Боцин) е български революционер, четник, деец на Вътрешната македоно-одринска революционна организация.

## Биография
Георги Митрев е роден в 1880 година в гевгелийското село Конско, тогава в Османската империя, днес в Северна Македония. Влиза във ВМОРО.
При избухването на Балканската война в 1912 година е доброволец в Македоно-одринското опълчение, в четата на Ичко Димитров, 1 рота на 15 щипска дружина и Сборна партизанска рота на МОО. Награден е с орден „За храброст“, IV степен.
През Първата световна война е в редиците на Шестдесет и четвърти пехотен полк на Българската армия. Загива в битката при Криволак на 17 октомври 1915 година.